# Let’s Wait Awhile
A Let’s Wait Awhile Janet Jackson amerikai énekesnő ötödik kislemeze harmadik, Control című albumáról. Ez az első dal, aminek Janet Jackson az egyik producere. A dalt Jackson, Jimmy Jam és Terry Lewis, valamint Melanie Andrews írták, és Janet későbbi, erotikus jellegű dalainak előzménye: arról szól, hogy az énekesnő még várni akar, mielőtt lefekszik új partnerével. A dal folytatásának tekinthető a következő, Rhythm Nation 1814 című album utolsó dala, a Someday Is Tonight, ami szövegében is visszautal a Let’s Wait Awhile-ra, valamint – mint Jackson egy interjúban említette – a 2006-os 20 Y.O. albumon hallható With U.
A dallam az America folk-rockegyüttes 1975-ben megjelent Daisy Jane című számából származik.

## Fogadtatása
A kislemez a Billboard Hot 100 második helyéig jutott, ezzel ez lett Janet egyhuzamban ötödik Top 5 dala a slágerlistán. Ez volt egyben a negyedik száma, ami listavezető lett a Billboard R&B/hiphop-slágerlistáján (amit egy hétig vezetett). A Hot Adult Contemporary slágerlistán a 2. helyig jutott. Az 1987 év végi összesített slágerlistákra is felkerült, a Hot 100 év végi listáján a 48., az R&B/hiphop-listán a 42. lett. Az Egyesült Királyságban 1987 márciusában jelent meg és egy hónappal később a 3. helyig jutott a slágerlistán, ahol összesen tíz hetet töltött. Janet minden eddigi turnéján előadta a dalt.

## Videóklip és remixek
A videóklipet Dominic Sena rendezte és New Yorkban forgatták, Janet barátját Taimak Guarriello színész és harcművész alakítja. A dalnak egy remixe van.

## Számlista[3]
7" kislemez (USA, Egyesült Királyság, Japán)
1. Let’s Wait Awhile (Remix) – 4:30
2. Pretty Boy – 6:32

7" kislemez (Egyesült Királyság, Németország, Kanada, Ausztrália)
1. Let’s Wait Awhile (Remix) – 4:30
2. Nasty (Cool Summer Mix Part 1 Edit) – 4:10

2×7" kislemez (Egyesült Királyság)
1. Let’s Wait Awhile (Remix) – 4:30
2. Nasty (Cool Summer Mix Part 1 Edit) – 4:10
3. Nasty (Edit of the Remix) – 3:40
4. Control (Edit) – 3:26

12" maxi kislemez (Egyesült Királyság, Németország)
1. Let’s Wait Awhile (Remix) – 4:30
2. Nasty (Cool Summer Mix Part 1) – 7:57
3. Nasty (Cool Summer Mix Part 2) – 10:09

## Helyezések
| Slágerlista (1987)                             | Legmagasabb helyezés |
| ---------------------------------------------- | -------------------- |
| USA Billboard Hot 100                          | 2                    |
| USA Billboard Hot R&B/Hip-Hop Singles & Tracks | 1                    |
| USA Adult Contemporary                         | 2                    |
| Ausztrál ARIA Top 50                           | 21                   |
| Belga kislemezlista (Flandria)                 | 15                   |
| Brit kislemezlista                             | 3                    |
| Holland kislemezlista                          | 16                   |
| Ír kislemezlista                               | 4                    |
| Japán kislemezlista                            | 1                    |
| Kanadai kislemezlista                          | 14                   |
| Német kislemezlista                            | 34                   |
| Svájci kislemezlista                           | 27                   |
| Új-zélandi kislemezlista                       | 26                   |
| Nemzetközi egyesített slágerlista              | 3                    |
| Éves összesített slágerlista (1987)            | Helyezés             |
| USA Billboard Hot 100                          | 48                   |